# 近藤国平
近藤 国平（こんどう くにひら、生没年不詳）は、平安時代末期から鎌倉時代初期にかけての武将。近藤国澄の子。藤原秀郷の玄孫・脩行（近藤太）の五代孫。大友能直等の又従兄弟にあたる。通称は近藤七。子に国重がいる。
祖父の代より伊豆国に地盤を有していたとされ、治承・寿永の乱では源頼朝の旗揚げ当初よりその幕下に加わり転戦した。以後、御家人としてその名がみえ、平家が滅亡する直前の元暦2年（1185年）2月には頼朝の代官として中原久経と共に上洛し、混乱に乗じて非法狼藉を働く畿内近国の武士の平定にあたったほか、鎮西にも下向し、同様の任務に就いた。
『吾妻鏡』によれば、正治元年（1199年）3月、三左衛門事件への関与により罷免された後藤基清に代わり、讃岐国守護に任ぜられた。
讃岐の国人であり、また細川氏の土佐又守護代であった大平氏は国平の子孫という。